# 人間五十年
人間五十年（じんかんごじゅうねん）は、人生の儚さを表す言葉。

## 概要
人間の一生というものは短いということを例えた言葉である。これは仏教においての概念であり、仏教では人間界の50年というのは天界においての1日と同じほどの長さであるために、天界と比べたならば一生というのは一夜の夢幻のようなものとなるということである。
元々は人間五十年と表記して「人の世の五十年」という意味であったが、現代ではこの言葉は「人生は五十年」と解釈されて用いられるということが多くなっている。本来の意味は人間の世界での50年の歳月というのは、下天の世界においての1日ほどにしか当たらないほどの短いものであるということであるため、現代において解釈されている人間の平均寿命は50年であるというのは誤りである。
ここで人の世と比較されている下天というのは仏教においての天上世界を欲望の度合いに6段階に分けた六欲天の中での最下層の世界である。下天の住民の寿命というのは500歳とされている。そして下天の住民の1日が人間世界の50年と同じほどの長さである。このことから下天の住民の寿命というのは、人間世界での長さに例えたならば912万年ほどということになる。